# Sétimo problema de Hilbert
O sétimo problema de Hilbert é um dos Problemas de Hilbert, propostos por David Hilbert em 1900. Este problema trata da natureza irracional e transcendental de alguns números  (Irrationalität und Transzendenz bestimmter Zahlen). Duas questões específicas são feitas:
1. Em um triângulo isósceles, se a razão entre o ângulo da base e o ângulo do vértice é um número algébrico irracional, então a razão entre a base o lado será transcendente?
2. {\displaystyle a^{b}} é sempre transcendente, quando {\displaystyle a\not \in \{0,1\}} for algébrico e {\displaystyle b} for algébrico irracional?

A segunda pergunta foi respondida afirmativamente por Alexander Gelfond em 1934, e refinada por Theodor Schneider em 1935. Este resultado é conhecido como o teorema de Gelfond ou o teorema de Gelfond-Schneider.
Note-se que b não pode ser racional ou transcendente: se b for racional, então {\displaystyle a^{b}} será algébrico; do mesmo modo, existem valores transcendentes de b (por exemplo, {\displaystyle b=\log _{a}10\,}) para os quais {\displaystyle a^{b}} será algébrico (nesse exemplo, {\displaystyle a^{b}=10})
Uma das generalizações é:
{\displaystyle b\ln {\alpha }+\ln {\beta }=0}
da forma linear generalizada dos logaritmos  que foi tratada por Alan Baker.